# Stanari
Stanari su naselje i općina na sjeveru Bosne i Hercegovine.

## Povijest
Do 1958. godine Stanari su imali status općine. Na sjednici Narodne skupštine RS održanoj 9. rujna 2014. usvojen je zakon o formiranju općine Stanari. Time su naseljeno mjesto Stanari i okolnih 12 naseljenih mjesta izdvojeno iz općine Doboj u novu općinu Stanari.
Prvi načelnik općine Stanari je Dušan Panić (SNSD).

## Stanovništvo

#### Stanari (naseljeno mjesto), nacionalni sastav
| Stanari            |                |                |                |
| godina popisa      | 1991.          | 1981.          | 1971.          |
| Srbi               | 1.204 (92,68%) | 1.143 (87,85%) | 1.176 (96,07%) |
| Hrvati             | 20 (1,53%)     | 13 (0,99%)     | 17 (1,38%)     |
| Muslimani          | 1 (0,07%)      | 2 (0,15%)      | 3 (0,24%)      |
| Jugoslaveni        | 45 (3,46%)     | 89 (6,84%)     | 7 (0,57%)      |
| ostali i nepoznato | 29 (2,23%)     | 54 (4,15%)     | 21 (1,71%)     |
| ukupno             | 1.299          | 1.301          | 1.224          |

## Naseljena mjesta
Brestovo, Cerovica, Cvrtkovci, Dragalovci, Jelanjska, Ljeb, Mitrovići, Osredak, Ostružnja Donja, Ostružnja Gornja, Radnja Donja, Raškovci, Stanari.

## Gospodarstvo
Osnovu gospodarskog života općine čine rudnik lignita Stanari, te istoimena termoelektrana. Izgradnja TE Stanari je jedna od najvećih investicija u energetskom sektoru Bosne i Hercegovine. Godišnje bi trebala proizvoditi oko 2 milijuna MWh električne energije.

## Poznate osobe
- Zoran Kvržić, nogometaš

## Sport
- FK Stanari, nogometni klub
- RK Stanari, ragbi klub